# محوطه داربادام
محوطه داربادام مربوط به دوره اشکانیان - دوره ساسانیان است و در شهرستان گیلانغرب، بخش گواور، دهستان حیدریه، ۶۰۰ متری جنوب روستای داربادام واقع شده و این اثر در تاریخ ۲۶ اسفند ۱۳۸۷ با شمارهٔ ثبت ۲۵۶۹۹ به‌عنوان یکی از آثار ملی ایران به ثبت رسیده است.